# Melite (Nereide)
Melite (altgriechisch Μελίτη) ist in der griechischen Mythologie eine Tochter des Nereus und der Okeanide Doris und somit eine der Nereiden.
Homer erwähnt sie in der Ilias im Rahmen seiner Aufzählung der Nereiden, ebenso Hesiod in seiner Theogonie. Im Nereidenkatalog bei Hyginus Mythographus fehlt sie genauso wenig wie im entsprechenden Katalog der Bibliotheke des Apollodor. Auch in Vergils Aeneis wird sie genannt. Sie wurde verschiedentlich in der griechischen Vasenmalerei dargestellt, immer im Zusammenhang mit dem Ringkampf zwischen Peleus und Thetis.